# Оларовский, Александр Эпиктетович
Александр Эпиктетович Оларовский (26 августа 1845, Барнаул — 20 марта [2 апреля] 1910) — русский дипломат, первый посол Российской империи в Королевстве Сиам.

## Биография
Александр Эпиктетович родился в 1845 году в семье горного офицера-золотопромышленника в Барнауле. Дипломатическую службу начал в 1859 году в Пекине (Китай), к 1868 - консул в Тяньцзине (Китай), к 1870 - управляющий консульства России в Хакодате (Япония), с 1871 - консул в Хаколате, в 1874 переведён на службу в Нагасаки, где занял должность временно заведующего делами консульства. В 1881 был назначен генеральным консулом в Сан-Франциско. Из-за конфронтации с епископом Алеутским и Аляскинским Владимиром (Соколовским) ушёл в отставку с поста.
В декабре 1897 года был назначен генеральным консулом России в Сиаме для защиты интересов России в Юго-Восточной Азии. С 25 октября 1898 года — министр-резидент — первый посол России в Королевстве Сиам. По разрешению Николая II улаживал отношения между Францией и Королевством Сиам. 
Александр Эпиктетович первым начал разведение скаковых лошадей в Таиланде. Покинул Бангкок 2 марта 1907 года. В 1908 году проживал в Каире.

## Семья
От брака с американкой Мел Гарриет имел четырёх дочерей: Августу Александровну (?—1911), Берту Александровну, Ольгу Александровну и Веру Александровну (1887—?).